# Semperdon heptaptychius
Semperdon heptaptychius é uma espécie de gastrópode  da família Charopidae.
É endémica de Guam.